# Piper fragile
Piper fragile là một loài thực vật có hoa trong họ Hồ tiêu. Loài này được Benth. miêu tả khoa học đầu tiên năm 1843.